# Aeropuerto Regional Tweed-New Haven
El Aeropuerto Regional Tweed New Haven o el Tweed New Haven Regional Airport (del inglés: Tweed New Haven Airport) (IATA: HVN, OACI: KHVN, FAA LID: HVN), anteriormente conocido como Tweed-New Haven Airport, es un aeropuerto público localizado a tres millas (5 km) al sureste del Distrito Central de New Haven, una ciudad en el condado de New Haven, Connecticut, Estados Unidos. Es operado por la ciudad de New Haven. Se encuentra parcialmente en East Haven.
Tweed fue inaugurado el 29 de agosto de 1931, como el nuevo Aeropuerto Municipal de New Haven. Cambió de nombre en 1961 a Tweed en honor a John H. Tweed, su primer mánager. Hoy en día el aeropuerto es manejado por Avports de Teterboro, Nueva Jersey.  Avports también opera al Aeropuerto Internacional de Albany, Aeropuerto de Westchester, Aeropuerto Republic, Aeropuerto Internacional de Atlantic City y al Aeropuerto de Teterboro.

## Aerolíneas y destinos

### Pasajeros
| Aerolíneas     | Destinos |
| -------------- | --- |
| Avelo Airlines | Atlanta, Charlotte/Concord, Dallas/Fort Worth, Daytona Beach, Fort Lauderdale, Fort Myers, Houston–Hobby, Jacksonville, Lakeland, Myrtle Beach, Nashville, Orlando, Raleigh/Durham, San Juan, Sarasota, Tampa, Washington–Dulles, West Palm Beach, Wilmington (NC) Estacional: Baltimore, Charleston (SC), Chicago–O'Hare, Destin/Fort Walton Beach, Detroit, Greenville/Spartanburg, Knoxville, Nueva Orleans, Portland (ME), Savannah, Traverse City |
| Breeze Airways | Charleston (SC), Fort Myers, Jacksonville (FL), Norfolk, Orlando, Raleigh/Durham, Richmond, Vero Beach, West Palm Beach |

### Destinos internacionales
Se ofrece servicio a 1 destino internacional, a cargo de 1 aerolínea.
| Puerto Rico (1 destino, 1 aerolínea)  |                                           |                |
| San Juan                              | Aeropuerto Internacional Luis Muñoz Marín | Avelo Airlines |
| Total: 1 destino, 1 país, 1 aerolínea |                                           |                |

## Estadísticas

### Tráfico anual
Ver fuente y consulta Wikidata.
| Año  | Pasajeros | Año  | Pasajeros | Año  | Pasajeros | Año  | Pasajeros |
| ---- | --------- | ---- | --------- | ---- | --------- | ---- | --------- |
| 2002 | 11,000    | 2008 | 68,000    | 2014 | 68,000    | 2020 | 23,000    |
| 2003 | 31,000    | 2009 | 66,000    | 2015 | 62,000    | 2021 | 57,000    |
| 2004 | 78,000    | 2010 | 72,000    | 2016 | 57,000    | 2022 | 701,000   |
| 2005 | 129,000   | 2011 | 80,000    | 2017 | 57,000    | 2023 | 978,000   |
| 2006 | 76,000    | 2012 | 75,000    | 2018 | 78,000    | 2024 | 1,169,000 |
| 2007 | 75,000    | 2013 | 74,000    | 2019 | 95,000    | 2025 |           |

## Accidentes e incidentes
- 1 de marzo de 1958
  - Un Convair CV-240-O operado por American Airlines con ocho pasajeros destinados al Aeropuerto Bridgeport Airport se estrellara en la pista de aterrizaje. En el accidente uno de los motores se incendió sin causar heridos.

- 7 de junio de 1971
  - Un Convair CV-580 operado por Allegheny Airlines con 30 pasajeros arribando del Aeropuerto de Groton-New London se estrelló, en un campo a 4,890 pies de la pista. 28 de sus ocupantes murieron. Se determinó que la causa del accidente fue un error del piloto.

## Véase también

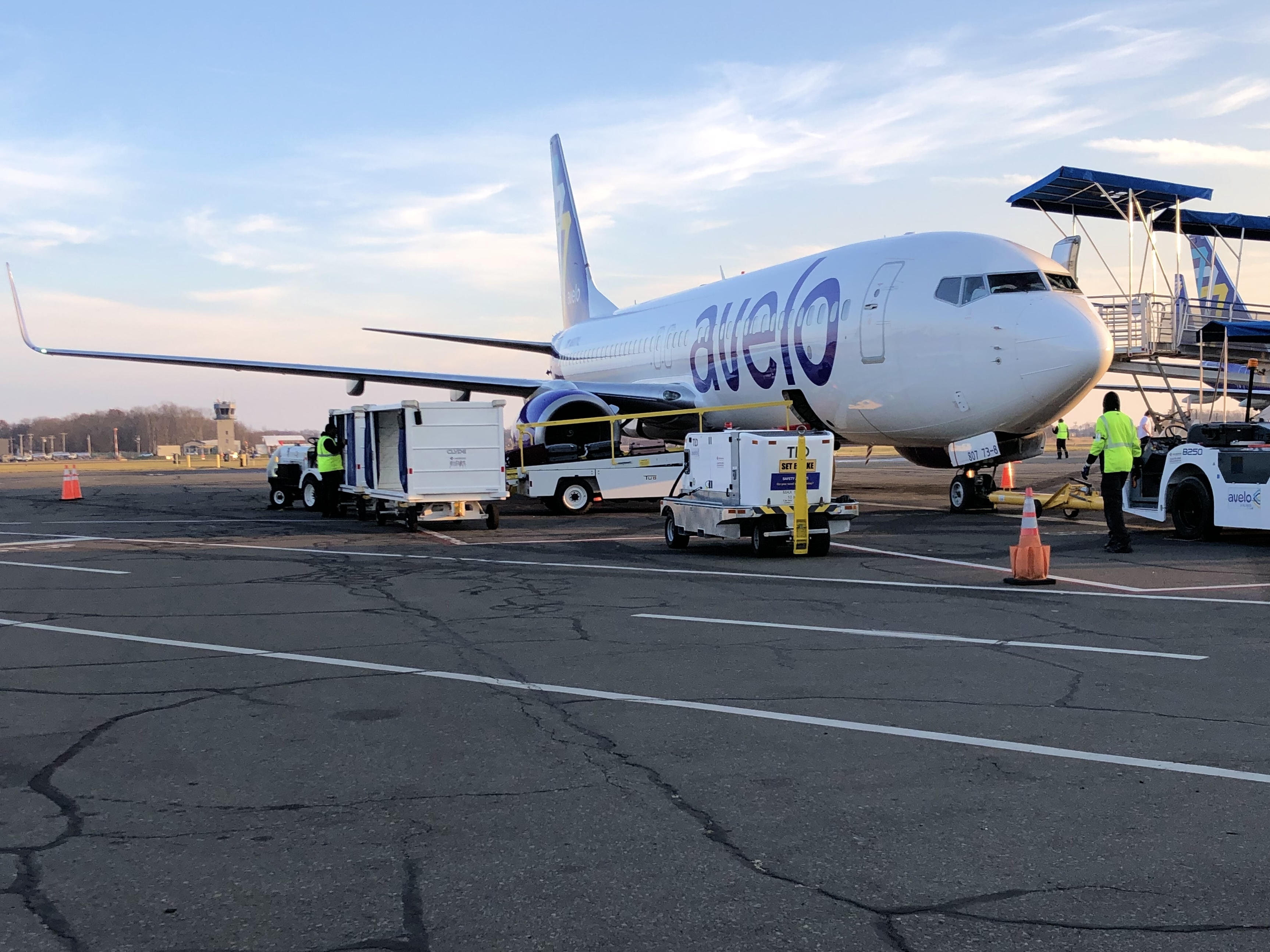
Un Boeing 737-800 de Avelo Airlines en el aeropuerto.